# Scovia Ayikoru
Scovia Ayikoru (* 14. Januar 1994 in Arua) ist eine ugandische Leichtathletin, die im Sprint antritt.

## Sportliche Laufbahn
Erste internationale Erfahrungen sammelte Scovia Ayikoru bei der Sommer-Universiade 2017 in Taipeh, bei der sie über 100 und 200 Meter sowie mit der 4-mal-100-Meter-Staffel im Vorlauf ausschied und mit der ugandischen 4-mal-400-Meter-Staffel in 3:43,38 min den sechsten Platz erreichte. 2018 nahm sie erstmals an den Commonwealth Games im australischen Gold Coast teil und schied dort mit 54,65 s im 400-Meter-Vorlauf aus. Zudem wurde sie mit der 4-mal-400-Meter-Staffel in 3:35,03 min Achte und schied im 100-Meter-Lauf mit 11,99 s im Halbfinale aus. Im August schied sie bei den Afrikameisterschaften in Asaba mit 11,93 s im 100-Meter-Lauf im Halbfinale aus und wurde über 200 Meter in 23,66 s Siebte. Bei den IAAF World Relays 2019 in Yokohama schied sie mit der 4-mal-400-Meter-Staffel mit 3:35,02 min im Vorlauf aus.
2017 wurde Ayikoru ugandische Meisterin mit der 4-mal-100- und der 4-mal-400-Meter-Staffel.

## Persönliche Bestleistungen
- 100 Meter: 11,83 s (+1,0 m/s), 24. Februar 2018 in Kampala
- 200 Meter: 23,66 s (+0,1 m/s), 5. August 2018 in Asaba
- 400 Meter: 53,32 s, 24. Februar 2018 in Kampala
  - 400 Meter (Halle): 56,59 s, 8. Dezember 2018 in Clemson